# Филип Поппетров
Филю (Филип) Поппетров Пелович е български търговец, деец на българското националноосвободително движение, член на Видрарския частен революционен комитет и Диарбекирски заточеник.

## Биография
Филю (Филип) Попов или Поппетров е роден през 1828 г., в семейството на потомствения свещеник поп Петър Пелович от с. Видраре и Гена Радина от с. Батулци. Родът на баща му (Пеловци) е преселнически и според родови спомени пристига във Видраре от Егейска Македония през XVIII век. Занимава се с търговия и бояджийство, брат е на известния български чорбаджия Павел Поппетров - Патю Чорбаджи.
През 60-те години на XIX в. сръбското разузнаване оценява фамилията му като една от онези, които държат окръга в свои ръце. . След Арабаконашкия обир получава 6-годишна присъда от Османския съд и е заточен в Диарберкир, заедно с брат си Йосиф Поппетров. В „Миналото“, Стоян Заимов погрешно обявява Филип Поппетров за починал в Диарбекир, по време на заточението той заболява от туберкулоза, но след Руско-турската война от 1877 – 1878 година и Санстефанския мирен договор е освободен и пристига в София с другите освободени заточеници през април 1878 г.
Умира през 1892 г.